# Ocupação Quilombo das Guerreiras
O Quilombo das Guerreiras foi uma ocupação sem-teto na região portuária do Rio de Janeiro, no Brasil. A habitação coletiva e autogestionária teve início em 2006, quando famílias ocuparam um prédio abandonado da Companhia Docas do Rio Janeiro. A ocupação foi despejada em 2014, no contexto de implementação do projeto de renovação urbana Porto Maravilha.
O Quilombo das Guerreiras integrou a série de ocupações ocorridas na década de 2000 na região central do Rio, ao lado de: Ocupação Chiquinha Gonzaga (2004), Zumbi dos Palmares (2005) e Machado de Assis (2008).

## História
A ocupação Quilombo das Guerreiras teve início em 10 outubro de 2006, quando cerca de 60 famílias sem-teto ocuparam um imóvel abandonado pela Companhia Docas do Rio de Janeiro no porto da cidade. Este movimento social foi herdeiro de outros processos de luta por moradia em curso na região central do Rio de Janeiro durante a década de 2000.
Em 26 de fevereiro de 2014, a ocupação foi despejada. Na ocasião, não houve garantia de assentamento das famílias despejadas. Os moradores resistiram à desocupação, exigindo que fossem assentados no Quilombo da Gamboa, espaço então conquistado e prometido pelo governo nas negociações.

### Organização interna
Pesquisadores apontaram que a organização coletiva da ocupação Quilombo das Guerreiras buscava constituir um "território dissidente". Em suma, a constituição de um território dissidente produz, por meio de práticas e discursos, questionamentos das políticas habitacionais estatais, bem como de um conjunto de relações sociais pautadas pela heteronomia (contrário de autonomia). Neste sentido, a organização interna da ocupação buscava a autonomia política e social daquela comunidade, constituindo um "autogoverno".

### Contexto do despejo
O despejo do Quilombo das Guerreiras ocorreu no contexto da implementação do Porto Maravilha, que gerou uma série de conflitos socioespaciais na década de 2010. O Porto Maravilha foi um projeto de renovação urbana levado à cabo na véspera dos megaeventos esportivos ocorridos na cidade do Rio de Janeiro naquela década: a Copa do Mundo FIFA de 2014 e as Olimpíadas de 2016. Segundo estudiosos, esse projeto de cidade em prol de megaeventos levaram ao despejo da ocupação.

Pesquisadores estudaram a história da ocupação sem-teto a partir das memórias das pessoas moradoras, em sua maioria, negras. Assim, buscaram entender o movimento de ocupação dentro da perspectiva da diáspora africana, elucidando o contexto de organização política e social em prol do direito a moradia. Internamente, a trajetória desse movimento social refletiu a construção de um espaço coletivo de moradia com atividades formativas e emancipatórias de seus moradores. Externamente, essa trajetória foi afetada pela intervenção urbana estatal, cuja construção de espaços desconsiderou a memória e história negra daquela região.